# Cousinia gatchsaranica
Cousinia gatchsaranica là một loài thực vật có hoa trong họ Cúc. Loài này được Mehregan, Assadi & Attar mô tả khoa học đầu tiên năm 2003.